# Daniel Bätge

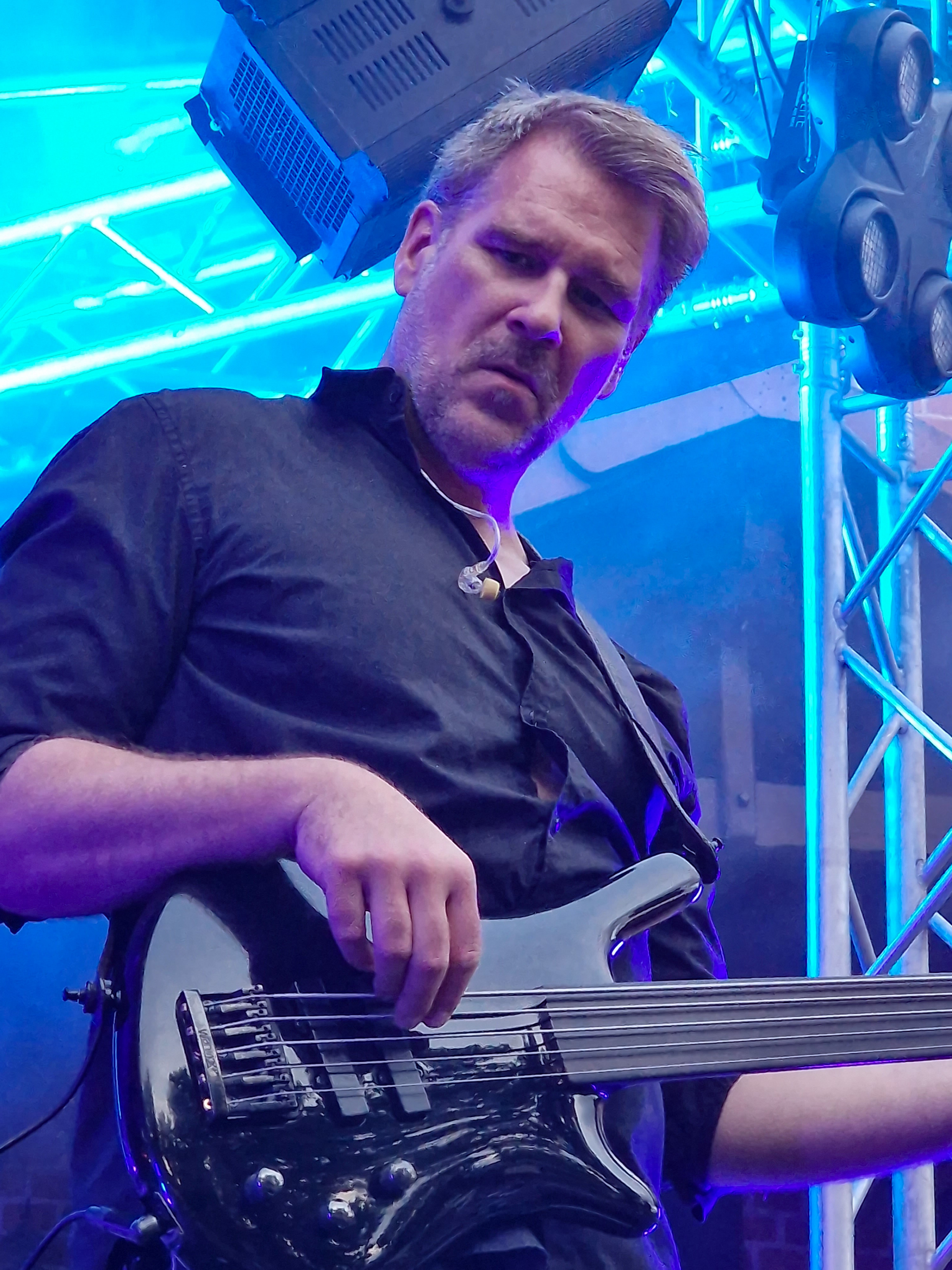
Daniel Bätge bei einem Auftritt mit der Band Karat, 2023

Daniel Bätge (* 1976 in Sangerhausen) ist ein deutscher Bassist und Rockmusiker.

## Leben
Daniel Bätge absolvierte an der Musikhochschule in Weimar ein Studium für Jazz und Popularmusik. 
Im Jahr 2001 war er Gründungsmitglied der Band Storyplay, die später zur Begleitband des Erfurter Sängers Clueso wurde. Bis 2015 spielte Bätge im Studio und auf der Bühne für Clueso den Bass. Zudem war er als Studio- und Bühnenbassist für unter anderem Udo Lindenberg, Wolfgang Niedecken, Scooter, Max Herre und Annett Louisan tätig. An der Popakademie Baden-Württemberg arbeitet Bätge als Dozent. Zudem ist er auch für das Goethe-Institut tätig.
Seit April 2023 ist er Mitglied der Berliner Rockband Karat.

## Diskografie (Auswahl)
- Gute Musik (Clueso), 2004
- Weit weg (Clueso), 2006
- So sehr dabei (Clueso), 2008
- An und für sich (Clueso), 2011
- Strandlichter (Clueso), 2014
- Strandlichter Live (Clueso), 2015
- Handgepäck I (Clueso), 2018